# Silent Force
Silent Force ist eine deutsche Power-Metal-Band, die im Jahr 1999 in Karlsruhe gegründet wurde.

## Geschichte
Die Band wurde im Jahr 1999 von Gitarrist Alex Beyrodt (Sinner, Primal Fear, The Sygnet, Voodoo Circle) und dem US-amerikanischen Sänger D.C. Cooper (ex-Royal Hunt) gegründet. Im Jahr 2000 erschien das Debütalbum The Empire of Future, auf dem außerdem Bassist Fleisch, Keyboarder Torsten Roehre und Schlagzeuger Andre Hilgers zu hören waren. Im Jahr 2001 wurde über Massacre Records das zweite Album Infatuator veröffentlicht, auf dem als neuer Bassist Jürgen Steinmetz zu hören war. Im Jahr 2004 wechselte die Band zu Noise Records und veröffentlichte bei diesem Label das Album Worlds Apart. Danach folgten Touren durch Europa zusammen mit Bands wie Stratovarius, Symphony X, Rhapsody of Fire, U.D.O., Angra und Heavenly. Zudem spielten sie in den USA auf dem ProgPower USA und gingen mit Kamelot zusammen auf Tour durch Japan. Das vierte Album Walk the Earth wurde im Februar 2007 über AFM Records veröffentlicht. Danach folgten sechs Jahre keine weiteren Alben, bis 2013 das fünfte Studioalbum Rising from Ashes veröffentlicht wurde. Dies war auch das erste Album, auf dem Michael Bormann (Gesang), Mat Sinner (Bass) und Alessandro Del Vecchio (Keyboard) mitwirkten.

## Stil
Die Band spielt klassischen Power Metal, wobei in den Liedern der Band vor allem der klare Gesang sowie die einprägsamen Refrains charakteristisch sind.

## Diskografie
- The Empire of Future (Album, 2000, Massacre Records)
- Infatuator (Album, 2001, Massacre Records)
- Worlds Apart (Album, 2004, Noise Records)
- No One Lives Forever (Single, 2005, Noise Records)
- Walk the Earth (Album, 2007, AFM Records)
- Rising from Ashes (Album, 2013, AFM Records)